# 북워커
북워커 (ブックウォーカー, BookWalker), 북☆워커라는 이름의 서비스는 다양한 출판사의 일본 만화, 라이트 노벨 및 잡지를 판매하며 자체 출판물도 일부 판매하는 일본의 전자책 서점이다. 지요다구에 본사를 두고 있으며 가도카와 (기업)이 만들었다. 이 회사는 2005년에 설립되어 2010년에 일본에서, 2014년에 국제적으로 서점을 열었으며, 같은 해에는 웹툰 중심의 모바일 애플리케이션인 코믹워커도 출시되었다.
2025년 2월, 가도카와는 드왕고, 북워커, 가도카와 커넥티드를 드왕고가 존속 회사로 하는 하나의 회사로 합병한다고 발표했다. 이 합병은 북워커와 같은 합병 회사의 활동에 영향을 미치지 않으며, 북워커는 브랜드와 운영을 계속 유지하지만 이제 드왕고가 관리한다.

## 역사
북워커는 2005년 12월 3일 가도카와 (기업)에 의해 가도카와 모바일 주식회사로 설립되었다. 2009년 12월 1일, 가도카와 콘텐츠 게이트 주식회사로 사명을 변경했다. 2010년 12월, 일본에서 Book☆Walker라는 이름으로 iOS 서비스를 시작했다. 안드로이드 앱과 PC 웹사이트는 각각 2011년 4월과 2011년 12월에 출시되었다. 2010년 7월 1일, 회사는 북워커 주식회사로 사명을 변경했다. 2013년 9월, 서점은 일본 만화와 라이트 노벨을 포함하도록 확장되었다.
북워커 글로벌은 2014년 11월 영어로 출시되었으며, 비즈 미디어와 다크 호스 코믹스의 일본 만화를 특징으로 했다. 그러나 타이틀 부족으로 일시적으로 폐쇄되었다가 2015년 10월에 재개장했다. 2015년 11월, 글로벌 스토어는 쇼넨가호샤의 35개 타이틀을 추가했다. 2015년 7월, 글로벌 스토어는 옌 프레스의 타이틀을 제공하기 시작했다. 2016년 12월, 일본 서점은 매거진☆워커라는 잡지 구독 서비스를 시작했다.
2019년 3월, 글로벌 스토어는 코단샤 USA의 타이틀을 제공하기 시작했다. 2019년 4월, 글로벌 스토어는 토쿄팝의 타이틀을 제공하기 시작했다. 2019년 5월, 글로벌 스토어는 솔 프레스의 타이틀을 제공하기 시작했다.
2019년 12월, 일본 서점은 모회사에서 출판한 일부 책을 유료로 제공하는 구독 서비스를 시작했다. 2020년 4월 2일, 매거진☆워커 서비스는 종료되었고 새로운 서비스인 북☆워커 만화/매거진 무제한 읽기로 대체되었다.

## 출판
북워커는 자체적으로 몇몇 타이틀을 국제적으로 출판하여 자사 스토어에서 판매했는데, 여기에는 다음이 포함된다.
- 31번째 배우자 (만화)[18]
- 신에게 길러진 소년은 최강이 될 것이다 (만화)[18]
- 전투 빵집 주인과 그의 자동 인형 웨이트리스 (라이트 노벨)[19]
- 가레이 (만화)[8]
- 수염을 깎다. 그리고 여고생을 줍다. (라이트 노벨)[18]
- 용사, 그만둡니다 ~다음 직장은 마왕성~ (라이트 노벨, 만화)[18]
- 무미건조한 왕자의 은밀한 왕위 쟁탈전 (라이트 노벨, 만화)[18]
- 연꽃을 먹는 자들, 취하고 깨고 (만화)[18]
- 마법석 미식가: 마법력을 먹어 최강이 되었다! (만화)[18]
- 마법전쟁 (만화)[8]
- 내 여동생이 약혼자를 훔쳤다: 최강 드래곤이 나를 좋아하고 왕국을 차지할 계획이다? (만화)[18]
- 뉴 노멀 (만화)[20]
- 악마의 리들 (만화)[8]
- 용왕이 하는 일! (라이트 노벨)[21]
- 선고받은 영웅이 되다 (만화)[22]
- 도쿄 레이븐스 (만화)[8]
- 어째서 내 세계를 아무도 기억하지 못하는가? (만화)[22]

## 자회사
코믹워커
2014년 3월에 설립된 이 자회사 및 모바일 애플리케이션은 기존 앱인 망가 박스에 합류하여 북워커에서 제공하는 디지털 일본 만화와 웹툰을 일본어, 영어, 중국어로 자유롭게 열람할 수 있도록 하며, 자체 독점 콘텐츠도 제공한다.
트리스타
2014년 9월에 설립된 이 자회사는 니코니코 망가 및 독서 시간을 모니터링하는 데 도움이 되는 앱과 같은 다양한 서비스를 제공한다. 2018년 4월 1일에 북워커의 자회사가 되었다.

## 같이 보기
- J-노벨 클럽
- 가도카와 퓨처 퍼블리싱
  - 아스키 미디어 웍스
  - 엔터브레인
  - 후지미 쇼보
  - 가도카와 쇼텐
  - 미디어팩토리
- 옌 프레스

## 내용주
1. ↑  코믹워커는 2023년 12월에 카도코미 (カドコミ)로 이름을 변경했다.[2]